# Big Falls (condado de Falls, Wisconsin)
Big Falls es un pueblo ubicado en el condado de Rusk en el estado estadounidense de Wisconsin. En el Censo de 2010 tenía una población de 140 habitantes y una densidad poblacional de 1,5 personas por km².

## Geografía
Big Falls se encuentra ubicado en las coordenadas 45°36′49″N 90°58′15″O / 45.61361, -90.97083. Según la Oficina del Censo de los Estados Unidos, Big Falls tiene una superficie total de 93.33 km², de la cual 91.81 km² corresponden a tierra firme y (1.62%) 1.52 km² es agua.

## Demografía
Según el censo de 2010, había 140 personas residiendo en Big Falls. La densidad de población era de 1,5 hab./km². De los 140 habitantes, Big Falls estaba compuesto por el 98.57% blancos, el 0% eran afroamericanos, el 0% eran amerindios, el 0% eran asiáticos, el 0% eran isleños del Pacífico, el 0% eran de otras razas y el 1.43% pertenecían a dos o más razas. Del total de la población el 1.43% eran hispanos o latinos de cualquier raza.